# Stélios Kympourópoulos
Stélios Kympourópoulos (en grec moderne : Στέλιος Κυμπουρόπουλος), né le 9 juillet 1985 à Athènes, est un homme politique grec.